# Ограничивающий фактор (гидрология)
Ограничивающий фактор — руслоформирующий фактор, сдерживающий проявление результатов какого-либо активного руслоформирующего фактора.
Примерами ограничивающих факторов являются: выходы неразмываемых пород, базис эрозии, борта долины и др.